# Paora Winitana
Paul Ramiha Winitana, detto Paora (Hastings, 6 dicembre 1976), è un ex cestista neozelandese.

## Carriera
Con la Nuova Zelanda ha partecipato ai Giochi olimpici di Atene 2004, a due edizioni dei Campionati mondiali (2002, 2006) e a due dei Campionati oceaniani (2003, 2007).